# LAG40 SB-M1

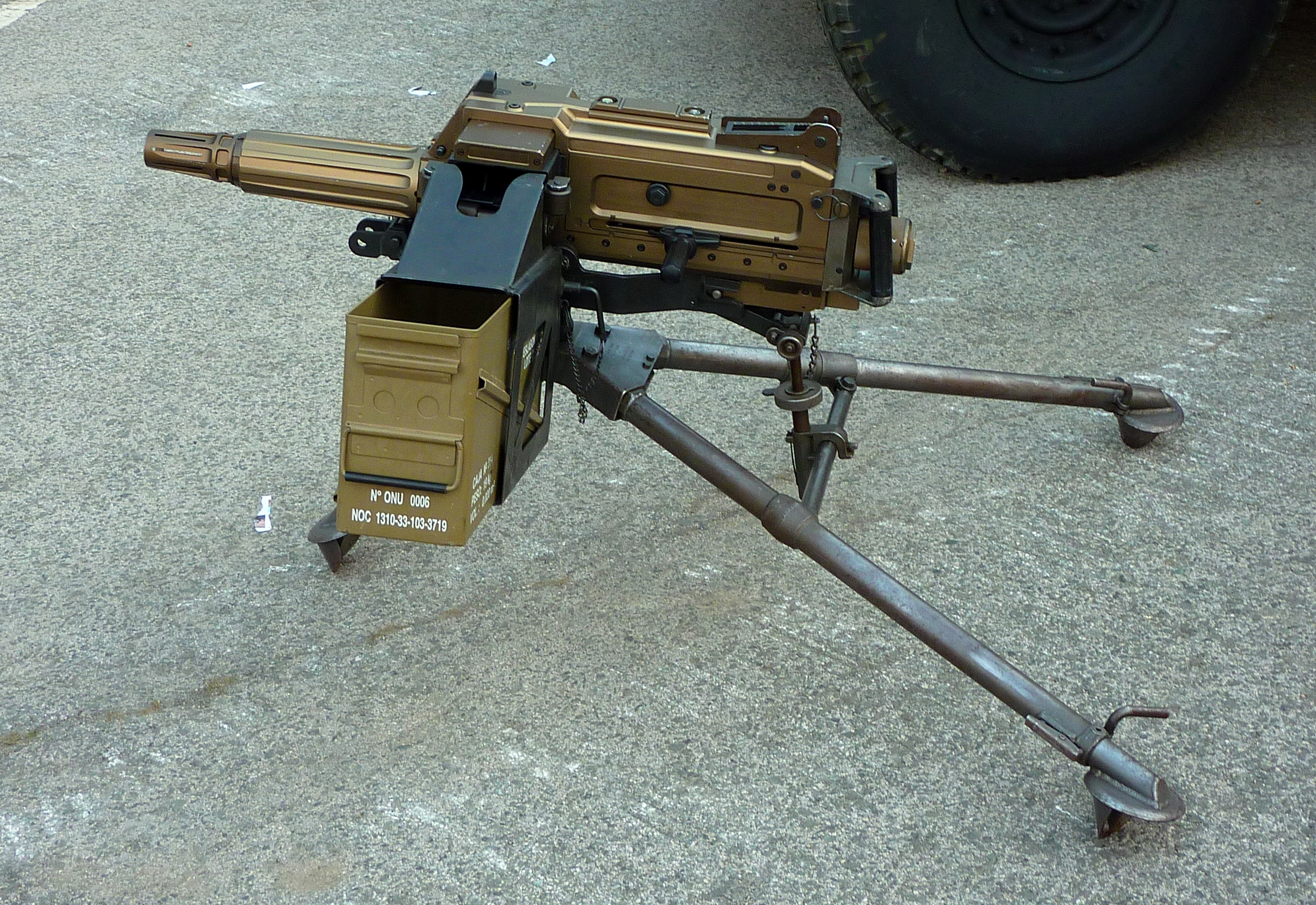

LAG40 SB-M1은 스페인에서 개발한 40mm급 자동유탄발사기다. 개발사는 산타바바라사이다.
반동 작동방식에 의한 벨트 급탄방식으로 모든 40mm X 53mm 탄을 사용할 수 있으며 분당 발사속도는 215발로 약간 느린편이지만 사격시 발사기의 조종이 쉬운 편이다. 또한 조종간을 조작하지 않고 방아쇠 조작만으로 자동과 단발을 선택 사격할 수 있다.
원격조작도 가능하며, 통상 삼각대로 지상에 거치하여 사용하지만, 차량 탑재용 및 각종 포탑(전차, 장갑차 류) 탑재도 가능하다. 장전은 좌우로 가능하고 30초 내 사격준비를 마무리할 수 있으며 조준기는 오픈사이트이지만 광학식을 장착할 수도 있다.

## 같이 보기
- AGL 스트라이커
- 헤클러운트코흐 유탄기관총
- AGS-17
- Mk 19 유탄발사기
- XM25 IAWS